# Österreichischer Frauenlauf
Der Österreichische Frauenlauf ist eine Laufveranstaltung in Wien, die nur Frauen offensteht. Er findet seit 1988 statt. Bis 1991 wurde er im Schlosspark von Laxenburg ausgetragen, von 1992 bis 1996 im Wiener Prater, 1997 und 1998 im Wiener Donaupark und seit 1999 wieder im Prater. Seit 1999 beträgt die Streckenlänge 5 km, seit 2003 ist auch eine 10-km-Strecke im Programm. 2020 wurde die Veranstaltung aufgrund der COVID-19-Pandemie erstmals abgesagt.
Erfunden wurde der Österreichische Frauenlauf von Ilse Dippmann, die diese Idee 1986 im Rahmen des New York Marathons kennenlernte. Um die Läuferinnen zu motivieren und auf den Wettkampf vorzubereiten, werden im Rahmen des Frauenlaufs kostenlose Lauftrainings für Frauen an über 50 Standorten organisiert. Die meisten davon finden in Wien und Niederösterreich unter dem Motto Fit in 12 Wochen statt, im Burgenland, Oberösterreich, Steiermark, Salzburg und Kärnten gibt es ebenfalls Frauenlauftrainings, die in den 12 Wochen vor dem jährlichen Frauenlauf einmal wöchentlich abgehalten werden. Auch in der Slowakei gibt es ein Lauftraining mit derzeit drei Gruppen.

## Statistik
Mit rund 33.000 Sportlerinnen (Stand 2015) ist dies die zweitgrößte Laufveranstaltung Österreichs.
2017 nahmen an der 30. Ausgabe der Veranstaltung Sportlerinnen aus 99 Nationen teil.

### Streckenrekorde
- 5 km: 14:49,2 Gladys Chepkurui (KEN), 2021
- 10 km: 34:55, Dagmar Rabensteiner (AUT), 2003

### Siegerinnenliste 5 km
| Jahr          | Siegerin                 | Nation      | Zeit     |
| ------------- | ------------------------ | ----------- | -------- |
| 22. Mai 2022  | Vicoty Chepngeno         | Kenia       | 15:02,00 |
| 3. Okt. 2021  | Gladys Chepkurui         | Kenia       | 14:49,20 |
| 26. Mai 2019  | Caroline-Makandi Gitonga | Kenia       | 15:48,05 |
| 27. Mai 2018  | Susan Krumins            | Niederlande | 15:57,1  |
| 21. Mai 2017  | Sara Moreira -2-         | Portugal    | 15:35,4  |
| 22. Mai 2016  | Sara Moreira             | Portugal    | 15:37,1  |
| 31. Mai 2015  | Teresa Stadlober         | Österreich  | 17:21,8  |
| 25. Mai 2014  | Anne Stein               | Österreich  | 18:32,3  |
| 26. Mai 2013  | Joyce Jemutai-Kiplimo    | Kenia       | 15:46,7  |
| 3. Juni 2012  | Ana Dulce Félix -2-      | Portugal    | 15:30,1  |
| 22. Mai 2011  | Ana Dulce Félix          | Portugal    | 15:27,4  |
| 30. Mai 2010  | Irina Mikitenko          | Deutschland | 15:39,4  |
| 7. Juni 2009  | Jeļena Prokopčuka        | Lettland    | 15:29,4  |
| 18. Mai 2008  | Sabrina Mockenhaupt -3-  | Deutschland | 15:57,6  |
| 3. Juni 2007  | Sabrina Mockenhaupt -2-  | Deutschland | 15:36,6  |
| 11. Juni 2006 | Krisztina Papp           | Ungarn      | 15:35,9  |
| 12. Juni 2005 | Sabrina Mockenhaupt      | Deutschland | 15:42,9  |
| 6. Juni 2004  | Susanne Pumper -6-       | Österreich  | 15:43,4  |
| 15. Juni 2003 | Susanne Pumper -5-       | Österreich  | 16:21,3  |
| 16. Juni 2002 | Susanne Pumper -4-       | Österreich  | 16:38,7  |
| 10. Juni 2001 | Susanne Pumper -3-       | Österreich  | 16:09    |
| 18. Juni 2000 | Susanne Pumper -2-       | Österreich  | 16:34    |
| 20. Juni 1999 | Susanne Pumper           | Österreich  | 17:17,7  |

### Siegerinnenliste 10 km
| Jahr          | Siegerin               | Nation      | Zeit    |
| ------------- | ---------------------- | ----------- | ------- |
| 22. Mai 2022  | Cristina Silva-Feliu   | Spanien     | 36:23,5 |
| 26. Mai 2019  | Cornelia Moser         | Österreich  | 36:28,9 |
| 27. Mai 2018  | Charlotte Karlsson     | Schweden    | 35:24,3 |
| 21. Mai 2017  | Petra Pircher -2-      | Italien     | 37:28,2 |
| 22. Mai 2016  | Petra Pircher          | Italien     | 37:41,4 |
| 31. Mai 2015  | Lea Laukart            | Österreich  | 39:22,8 |
| 25. Mai 2014  | Sylvia Klenkhart       | Österreich  | 38:58,1 |
| 26. Mai 2013  | Eva Zweimüller         | Österreich  | 38:25,1 |
| 3. Juni 2012  | Sylvie Tramoy -2-      | Frankreich  | 38:39,3 |
| 22. Mai 2011  | Aniko Balint           | Österreich  | 39:14,5 |
| 30. Mai 2010  | Isabelle Heers         | Deutschland | 37:38,7 |
| 7. Juni 2009  | Sylvie Tramoy          | Frankreich  | 38:25,5 |
| 18. Mai 2008  | Carola Bendl-Tschiedel | Österreich  | 40:51,5 |
| 3. Juni 2007  | Notburga Brandstetter  | Österreich  | 39:22,9 |
| 11. Juni 2006 | Ilse Wieshuber         | Österreich  | 39:17,7 |
| 12. Juni 2005 | Renate Einfalt -2-     | Österreich  | 37:54,9 |
| 6. Juni 2004  | Renate Einfalt         | Österreich  | 37:23,9 |
| 15. Juni 2003 | Dagmar Rabensteiner    | Österreich  | 34:54,4 |

### Finisherinnen
| Jahr          | Finisherinnen 5 km | Finisherinnen 10 km | Summe |
| ------------- | ------------------ | ------------------- | ----- |
| 22. Mai 2022  | 9237               | 2721                | 11958 |
| 26. Mai 2019  |                    |                     |       |
| 27. Mai 2018  |                    |                     |       |
| 21. Mai 2017  | 20950              | 5578                | 26528 |
| 22. Mai 2016  | 19337              | 6046                | 25383 |
| 31. Mai 2015  | 19274              | 6062                | 25336 |
| 25. Mai 2014  | 17704              | 5667                | 23371 |
| 26. Mai 2013  | 16584              | 4951                | 21535 |
| 3. Juni 2012  | 16977              | 4467                | 21444 |
| 22. Mai 2011  | 14448              | 3729                | 18177 |
| 30. Mai 2010  | 13923              | 3181                | 17104 |
| 7. Juni 2009  | 12123              | 2946                | 15069 |
| 18. Mai 2008  | 11084              | 2639                | 13723 |
| 3. Juni 2007  | 9932               | 2642                | 12574 |
| 11. Juni 2006 | 8064               | 2192                | 10256 |
| 12. Juni 2005 | 6766               | 1752                | 8518  |
| 6. Juni 2004  | 5078               | 1271                | 6349  |
| 15. Juni 2003 | 4449               | 1083                | 5532  |
| 16. Juni 2002 | 2686               | –                   |       |
| 10. Juni 2001 | 5002               | –                   |       |
| 18. Juni 2000 | 2686               | –                   |       |
| 20. Juni 1999 | 1598               |                     | –     |